# Agnieszka Kalinowska-Sołtys
Agnieszka Kalinowska-Sołtys – polska architektka, absolwentka Wydziału Architektury Politechniki Warszawskiej, Szkoły Głównej Handlowej w Warszawie oraz Szkoły Głównej Gospodarstwa Wiejskiego w Warszawie.
Architekt-Partner, członek Zarządu APA Wojciechowski Architekci. Członek SARP, Asesor BREEAM, konsultant LEED, audytor systemu „Zielony Dom” oraz członek komisji weryfikacyjnej certyfikacji „Green Building Standard”. Członek Kolegium Sędziów Konkursowych SARP i członek współzałożyciel Ogólnokrajowego Stowarzyszenia Budownictwa Zrównoważonego. Członek Rady Programowej UN Global Compact Network Poland oraz Mentor Programu Mentoringowego Top Woman in Real Estate. Prezes SARP w latach 2022-2024. .
Autorka lub współautorka wielu projektów z zakresu użyteczności publicznej, urbanistyki i wnętrz.

## Ważniejsze realizacje
- The Park Warsaw w Warszawie (2011)[10]
- Business Garden Wrocław (2016-2019)[11]
- Elektrownia Powiśle w Warszawie (2020)[12]
- Riverview w Gdańsku (2020)[13]
- Centrum Południe we Wrocławiu (2020)[14]
- Skyliner w Warszawie (2021)[15]